# Arthur De Greef (tenista)
Arthur De Greef (nascido em 27 de março de 1992) é um jogador belga de tênis profissional.